# 4,2 cm lePaK 41
Il 4,2 cm leichte Panzerabwehrkanone 41, abbreviato in 4,2 lePaK 41, era un cannone ad anima conica tedesco della seconda guerra mondiale.

## Storia
Il principio della canna conica era stato brevettato nel 1903 dal progettista tedesco Karl Puff. Negli anni venti e trenta un altro ingegnere tedesco, Gerlich, condusse esperimenti con un fucile anticarro ad anima conica in calibro 7 mm, con una velocità iniziale di 1 800 m/s. Sulla base di queste esperienze, nel 1939-1940 la Mauser-Werke AG sviluppò un'arma anticarro in calibro 28/20 mm, che nel 1941 entrò in produzione come 2,8 cm sPzB 41, seguita a novembre dello stesso anno dal lePaK 41. Questo fu quindi la seconda arma ad anima conica entrata in servizio con la Wehrmacht. La sua produzione fu però breve: già nel maggio 1942 essa fu interrotta a causa della carenza di tungsteno e manganese, metalli preziosi per l'industria bellica tedesca. Solo 136 cannoni furono consegnati all'esercito, di cui solo 41 erano ancora operativi nel novembre 1944. La produzione di munizioni terminò già nell'agosto 1943.

## Tecnica
Il cannone impiegava una canna ad anima conica, lunga 52 calibri, il cui calibro si riduceva dai 42 mm della culatta ai 28 mm della volata. L'affusto scudato era derivato da quello del 3,7 cm PaK 36 leggermente modificato, tanto che esternamente era difficile distinguere i due cannoni. Il proiettile era circondato da due flange esterne; procedendo verso la volata, le flange del proiettile venivano schiacciate, riducendo il diametro del proietto perforante decalibrato in tungsteno. L'otturatore era a cuneo orizzontale. La somiglianza tra l'affusto del 3,7 ed il 4,2 era largamente illusoria, infatti l'affusto del 3,7 era di acciaio mentre quello del 4,2 era interamente in dural, cioè realizzato in una robustissima lega d'alluminio molto usata anche in aeronautica. Notevolmente migliorato era anche il treno di rotolamento con un sistema di ammortizzazione che permetteva una maggiore velocità di traino.

## Munizionamento
Il lePaK 41 disponeva di due munizioni: la granata perforante 4,2 cm Pzgr.41 e la granata a frammentazione 4,2 cm Sprg.41. La Pzgr.41 aveva un nucleo in carburo di tungsteno, un rivestimento in più tenero acciaio ed un cappuccio balistico in lega di manganese. Il penetratore in tungsteno aveva un diametro di 15 mm.
| Munizionamento disponibile |                |           |             |                            |             |
| Tipo                       | Modello        | Peso (kg) | Caricamento | Velocità alla volata (m/s) | Gittata (m) |
| APCNR-T                    | 4,2 cm Pzgr.41 | 1,55      | -           | 1 500                      | 800         |
| HE-T                       | 4,2 cm Sprg.41 | 1,39      | 25 g        | -                          | 1 000       |

| Capacità di penetrazione          |                               |                               |
| Proiettile APCNR-T 4,2 cm Pzgr.41 |                               |                               |
| Distanza (m)                      | Ad angolo di impatto 60° (mm) | Ad angolo di impatto 90° (mm) |
| 250                               | 83                            | 105                           |
| 1000                              | 53                            | 60                            |